# Miracolo eucaristico di Asti
Il miracolo eucaristico di Asti sarebbe avvenuto nel 1535 nell'omonima città: mentre un sacerdote celebrava la messa, allo spezzare dell'ostia sarebbero stillate gocce di sangue nel calice e sulla patena.

Collegiata di San Secondo ad Asti

## La storia
Ad Asti il 25 luglio 1535, nella chiesa collegiata di San Secondo, don Domenico Occelli stava celebrando la messa quando, allo spezzare dell'ostia consacrata, secondo quanto tramandato dalla tradizione stillarono alcune gocce di sangue, cadendo sul calice e sulla patena.
I presenti gridarono al miracolo ma la messa non fu interrotta: la particola ritornò poi all'aspetto normale e fu assunta dal celebrante.
Monsignor Scipione Roero, vescovo della città, istituì un regolare processo canonico che dichiarò la veridicità dell'episodio, e inviò una relazione a papa Paolo III, che emise una bolla, con la quale concedeva l'indulgenza plenaria a quanti avessero visitato la chiesa nel giorno del miracolo, recitando tre Padre Nostro e tre Ave Maria.
Secondo un altro documento, alcuni soldati eretici, appartenenti all'esercito dell'imperatore Carlo V, assistendo al fatto si convertirono. Nella chiesa collegiata, dove si conservano ancora oggi il calice e la patena, la seguente iscrizione ricorda l'episodio: "Hic ubi Christus ex sacro pane effuso sanguine exteram vi traxit fidem astensem roboravit" (Qui Cristo dal sacro pane avendo sparso sangue, trasse con forza estranei alla fede e confermò quella degli astigiani).